# Xecutioner’s Return
Xecutioner’s Return – siódmy album amerykańskiej grupy deathmetalowej Obituary. Wydawnictwo ukazało się 28 sierpnia 2007 roku nakładem Candlelight Records. Płyta zadebiutowała na 27. miejscu listy Top Heatseekers w Stanach Zjednoczonych. Nagrania zostały zarejestrowane w RedRoom Recorders Studio. Mastering odbył się w Morrisound Studios w Tampie w stanie Floryda. Jest to pierwszy album zespołu, na którym zagrał gitarzysta Ralph Santolla, który zastąpił Allena Westa.

## Lista utworów
Opracowano na podstawie materiału źródłowego.
| Nr  | Tytuł utworu          | Słowa      | Muzyka                     | Długość |
| --- | --------------------- | ---------- | -------------------------- | ------- |
| 1.  | „Face Your God”       | John Tardy | Donald Tardy, Trevor Peres | 2:56    |
| 2.  | „Lasting Presence”    | John Tardy | Donald Tardy, Trevor Peres | 2:12    |
| 3.  | „Evil Ways”           | John Tardy | Donald Tardy, Trevor Peres | 2:57    |
| 4.  | „Drop Dead”           | John Tardy | Donald Tardy, Trevor Peres | 3:35    |
| 5.  | „Bloodshot”           | John Tardy | Donald Tardy, Trevor Peres | 3:25    |
| 6.  | „Seal Your Fate”      | John Tardy | Donald Tardy, Trevor Peres | 2:30    |
| 7.  | „Feel the Pain”       | John Tardy | Donald Tardy, Trevor Peres | 4:31    |
| 8.  | „Contrast the Dead”   | John Tardy | Donald Tardy, Trevor Peres | 7:01    |
| 9.  | „Second Chance”       | John Tardy | Donald Tardy, Trevor Peres | 3:28    |
| 10. | „Lies”                | John Tardy | Donald Tardy, Trevor Peres | 3:32    |
| 11. | „In Your Head”        | John Tardy | Donald Tardy, Trevor Peres | 4:31    |
| 12. | „Executioner Returns” | John Tardy | Donald Tardy, Trevor Peres | 3:42    |
|     |                       |            |                            | 44:20   |

## Twórcy
Opracowano na podstawie materiału źródłowego.

- John Tardy – śpiew
- Trevor Peres – gitara rytmiczna, dizajn
- Ralph Santolla – gitara prowadząca
- Frank Watkins – gitara basowa
- Donald Tardy – perkusja
- Mark Prator – inżynieria dźwięku, produkcja muzyczna, miksowanie
- Jim Morris – mastering
- Tom Morris – mastering
- Tim Hubbard – zdjęcia
- Andreas Marschall – okładka

## Wydania
Opracowano na podstawie materiału źródłowego.
| Rok  | Nr katalogowy | Format           | Wytwórnia           | Kraj              |
| ---- | ------------- | ---------------- | ------------------- | ----------------- |
| 2007 | CDL332CD      | CD               | Candlelight Records | Stany Zjednoczone |
| 2007 | CANDLE170CD   | CD               | Candlelight Records | Wielka Brytania   |
| 2007 | brak          | CD, Promo        | Candlelight Records | Wielka Brytania   |
| 2007 | BOBV054LP     | LP               | Back On Black       | Wielka Brytania   |
| 2007 | BOBV068PD     | LP, Picture disc | Back On Black       | Wielka Brytania   |